# San Giovanni Battista degli Spinelli
San Giovanni Battista degli Spinelli, även benämnd San Giovanni degli Spinelli fuori Porta Angelica, var en kyrkobyggnad i Rom, helgad åt den helige Johannes Döparen. Den var belägen vid dagens Via Leone IV i distriktet Trionfale.

## Kyrkans historia
Den besuttna familjen Spinelli från Narni ägde sedan 1400-talet grönsaksodlingar, vingårdar och jordbruksmarker mellan de leoninska murarna och Monte Marios sluttningar i Rom. Francesco Spinelli, kanik i Peterskyrkan, lät på 1500-talet uppföra en liten kyrka, i vilken Confraternita del Santo Rosario, det vill säga Den heliga Rosenkransens brödraskap, kom att tjänstgöra. Kyrkan hade en enkel fasad och var enskeppig.
Enligt Mariano Armellini revs kyrkan år 1849, medan Ferruccio Lombardi hävdar att den revs mot slutet av 1800-talet i samband med urbaniseringen av distriktet Trionfale och anläggandet av Via della Giuliana.